# Кризское
Кризское (укр. Кризьке) — село в Марковском районе, Луганской области Украины, административный центр Кризского сельского совета. Сейчас находится под контролем Луганской Народной Республики.

## История
Слобода Кризская являлась центром Кризской волости Старобельского уезда Харьковской губернии Российской империи.
Население по переписи 2001 года составляло 898 человек.

## Местный совет
92424, Луганська обл., Марківський р-н, с. Кризьке, вул. Радянська,18а (укр.)